# Edílson Nascimento
Edílson do Nascimento Azevedo, noto più semplicemente come Edílson Nascimento, (Paraíba, 1º aprile 1986), è un modello brasiliano.

## Biografia
Ha iniziato la propria carriera nel mondo della moda all'età di sedici anni, quando Elian Gallardo gli diede il primo incarico da modello in occasione della settimana della moda di Paraíba. In seguito ha abbandonato l'attività per seguire la carriera sportiva nelle arti marziali, dove però non ha avuto successo.
Qualche anno dopo, Gallardo lo ha spinto a riprendere la carriera da modello. Ha avuto notorietà incominciando dal mondo dei concorsi di bellezza: nel 2006 ha partecipato a Mister Pernambuco, il concorso dello stato federato di Pernambuco, nel nord-est del Brasile; l'anno seguente ha ottenuto il sesto posto al concorso nazionale di Mister Brasile 2007, dove ha vinto il premio di Mister Simpatia.
Ha esordito a livello internazionale dopo che la Elian Gallardo Model pubblicò alcune sue foto sensuali su sito Uva e Banana. Nel 2008 ha posato per il fotografo olandese Matthias Vriens-McGrath, per il servizio autunno inverno di Numero Homme. È inoltre stato pubblicato sulla prima pagina della rivista MMensuel del giugno 2008 che gli ha dedicato un servizio.
L'anno seguente è stato scelto dall'azienda di abbigliamento Guess, per il lancio della linea di biancheria intima maschile della stagione primavera estate. Il servizio fotografico per il marchio di Los Angeles venne affidato al fotografo Yu Tsai. Per la sua bellezza è stato scelto come uomo copertina del numero di maggio della rivista mensile Gus Magazine, dedicata al lifestyle. Sempre nel 2009 ha realizzato un servizio fotografico sensuale per Greg Vaughan, poi pubblicato dalla rivista a tematica LGBT  francese Têtu.

## Agenzie
- Elian Gallardo Model agency
- Sight Studio (Barcellona)